# Lijst van afleveringen van SpongeBob SquarePants (seizoen 6)
Dit is een lijst van afleveringen van seizoen 6 van SpongeBob SquarePants. Dit seizoen telt 26 afleveringen. De eerste aflevering van dit seizoen werd op 3 maart 2008 in de Verenigde Staten uitgezonden.

## Afleveringen
| Aflevering (seizoen) | Aflevering (serie) | Eerst uitgezonden in VS           | Titel                                                                | Beschrijving |
| -------------------- | ------------------ | --------------------------------- | -------------------------------------------------------------------- | --- |
| 1                    | 101                | 6 juni 2008                       | House Fancy (Tv Show Huis en Haard)                                  | Octo is jaloers op Squilliams paradijshuis, die op tv komt bij een programma over mooie huizen. Dus liegt hij tegen Nicholas Withers, de presentator, dat zijn huis beter is dan die van Squilliam. Dan beslist SpongeBob om hem te helpen om zijn huis mooier te maken, maar hij blaast het huis op. Als Squilliam en Nicholas arriveren, zijn ze met stomheid geslagen. Maar Nicholas denkt dat Octo's huis verbazend mooi is omdat het lijkt op een beroemd schilderij. |
| 1                    | 101                | 3 maart 2008                      | Krabby Road (Rock-'n-Roll bende)                                     | Plankton breekt uit uit de gevangenis en vormt een band met SpongeBob, Patrick en Octo. Plankton probeert SpongeBob in een lied te vertellen dat hij moet zeggen wat de geheime formule van de Krabburger is, maar dit werkt niet. Maar dan vertelt SpongeBob Plankton dat ze naar de Krokante Krab gaan, maar niemand is daar. Plankton probeert de formule te krijgen, maar SpongeBob vangt hem en hij gaat weer terug naar de gevangenis. |
| 2                    | 102                | 7 maart 2008                      | Penny Foolish (Gelddorst)                                            | SpongeBob vindt een "munt" en de gierige meneer Krabs wil alles doen om deze in zijn handen te krijgen. Hij bouwt een filmtheater, maar breekt het weer af wanneer SpongeBob zegt dat hij geen geld heeft. De munt blijkt uiteindelijk kauwgom te zijn voor SpongeBobs kauwgomverzameling, maar de kauwgom verandert weer in een briefje van $500, hoewel SpongeBob al tegen meneer Krabs heeft gezegd dat het kauwgom is. |
| 2                    | 102                | 29 maart 2008                     | Nautical Novice (Beginneling op zee)                                 | SpongeBob probeert de geschiedenis van het varen te onthouden in een nacht, om indruk te maken op mevrouw Puff in het botenmuseum, dat er als een boot uitziet. Maar wanneer de "museumboot" zich met hoge snelheid verplaatst richting Bikinibroek, weet alleen SpongeBob wat hij moet doen. Hij krijgt zijn vaarbewijs voor het stoppen van de boot, maar dan wordt ontdekt dat de boot naar de haven wordt gesleept en dat hij niet de controle over de boot had. Hij verliest zijn vaarbewijs. |
| 3                    | 103                | 29 maart 2008                     | Spongicus (Spongicus)                                                | Plankton bouwt een colosseum en pakt daarbij de klanten van de Krokante Krab af, dus gaat de Krokante Klub naar de show. Plankton laat een zeeleeuw los en hij gaat Patrick eten en SpongeBob gaat hem redden. Hij komt er snel achter dat de leeuw de bloedworsten van Patrick wil hebben, niet Patrick zelf. Dus SpongeBob gooit de worsten van Patrick naar de leeuw en ze landen op Plankton en hij jaagt Plankton uit het colosseum. |
| 3                    | 103                | 6 maart 2008                      | Suction Cup Symphony (De symfonie in au majeur)                      | Octo probeert een lied te schrijven voor een wedstrijd, maar SpongeBob en Patrick storen hem. Bij het concert gaat het goed, maar SpongeBob en Patrick beginnen delen te beschrijven in het stuk en Octo denkt dat hij slecht is en legt alles neer wat hij heeft gehoord. Na de show denkt Octo dat iedereen de muziek haat, maar de fans beginnen te juichen. |
| 4                    | 104                | 4 maart 2008                      | Not Normal (Niet normaal meer)                                       | Octo vertelt SpongeBob dat hij niet normaal is, dus laat hij een video zien aan SpongeBob hoe hij normaal moet worden. Dus is SpongeBob de volgende dag in de Krokante Krab "normaal" en heeft ook een ronde vorm gekregen. Octo wordt gestoord van SpongeBob en heeft geen keus, dus hij gaat naar Patrick om weer raar te worden. Alle pogingen van Patrick werken niet, maar als ze Octo zien die nu "normaal" is, wordt SpongeBob weer zichzelf. |
| 4                    | 104                | 5 maart 2008                      | Gone (Foetsie)                                                       | SpongeBob ziet dat niemand in Bikinibroek is, dus beweer hij dat iedereen nog steeds zijn dagelijks leven niet volgt. Het werkt niet helemaal goed als hij een boot krijgt en denkt dat het hem probeert te krijgen. De inwoners van Bikinibroek keren terug en SpongeBob vraagt waar ze waren. Als dit verteld is, wordt hij verdrietig, maar meneer Krabs vrolijkt hem op als hij zegt dat SpongeBob de inspiratie was van dit idee. Aan het einde is Patrick de enige overgeblevene in Bikinibroek en krijgt dezelfde stress als SpongeBob.                                                                                             |
| 5                    | 105                | 2 juni 2008                       | The Splinter (De splinter)                                           | SpongeBob probeert een splinter te verwijderen voordat meneer Krabs hem uitlegt hoe dat moet en hem eerder naar huis stuurt. Hij probeert verschillende dingen om er vanaf te komen, maar het wordt elke keer erger. Uiteindelijk vertelt Octo meneer Krabs erover en krijgt de splinter van zijn hand. Octo denkt dat als hij ziek is, eerder naar huis mag en dit doet hij, maar vindt uit dat zijn werktijd er twee minuten geleden op zat. |
| 5                    | 105                | 16 februari 2009                  | Slide Whistle Stooges (Glij fluiten)                                 | SpongeBob en Patrick hebben nieuwe glijfluiten en gaan erop spelen, maar Octo ergert zich hieraan. Hij wordt er gek van totdat hij er zelf ook een koopt en het speelgoed leuk begint te vinden. |
| 6                    | 106                | 4 juni 2008                       | A Life in a Day (Leven als Leendert)                                 | Waaghals Leendert de Kreeft inspireert Patrick om gevaarlijk te leven, maar SpongeBob wil veilig met hem spelen hoewel Patrick hem langs gevaarlijke stunts brengt totdat ze in serieuze problemen komen, maar nadat SpongeBob de tijd van zijn leven heeft gehad en Patrick zijn lesje heeft geleerd, doet SpongeBob een gevaarlijke stunt die zal landen in Ripper's Reef, een eiland gevuld met scherpe ertsaders, en Leendert probeert hen te stoppen met zichzelf pijn te doen. - De titel is een parodie op het lied van The Beatles "A Day in the Life", de tweede parodie op de Beatles in seizoen 6, de eerste was "Krabby Road". |
| 6                    | 106                | 5 juni 2008                       | Sun Bleached (Zon bleek)                                             | SpongeBob en Patrick proberen om gelooid te worden zodat ze naar Craig Mammaltons strandfeest kunnen gaan, maar dingen gaan verkeerd als SpongeBobs huid "zon bleek" wordt. Uiteindelijk wordt ontdekt dat zijn pigment de beste is van hen allemaal. |
| 7                    | 107                | 3 juni 2008                       | Giant Squidward (Octo de reus)                                       | Nadat hij is bestrooid met plantenmest, verandert Octo in een reus die de hele stad bang maakt behalve SpongeBob en Patrick. Dus bouwen zij een enorme klarinet en laten hem weer krimpen tot zijn normale zelf en grootte. - Dit is de eerste keer dat Octo inkt sproeit in de serie. |
| 7                    | 107                | 4 augustus 2008                   | No Nose Knows (Neusloos)                                             | Als Patrick een neus krijgt en alleen vieze geuren ruikt, beslist hij om zijn neus weer te laten verwijderen. |
| 8                    | 108                | 5 augustus 2008                   | The Patty Caper (De diefstal)                                        | Als het geheime ingrediënt van de Krabburger is vermist, gaat SpongeBob op een missie om uit te vinden wie het heeft voordat het is ontdekt. |
| 8                    | 108                | 6 augustus 2008                   | Plankton's Regular (De vaste klant)                                  | Plankton is gechoqueerd als hij uitvindt dat hij een klant heeft die elke dag naar de Maatemmer komt en het eten lekker blijkt te vinden. |
| 9                    | 109                | 7 augustus 2008                   | Boating Buddies (Vaarschoolmaatjes)                                  | Wanneer Octo probeert om van SpongeBob af te komen, raakt Octo een stopbord en wordt hij naar de vaarschool gestuurd, waar SpongeBob op zit. |
| 9                    | 109                | 8 augustus 2008                   | The Krabby Kronicle (Het Krabburgerdagblad)                          | SpongeBob wordt schrijver voor de krant van de Krokante Krab, "The Krabby Kronicle". Maar schrijft alleen leugens en de hele stad is tegen hem. |
| 10                   | 110                | 28 november 2008                  | The Slumber Party (Het pyjamafeest)                                  | Parel geeft een sluimerfeest in haar huis. SpongeBob probeert het feestje cool te maken, maar wordt opgesloten in meneer Krabs' wortelbierkelder, en het feest wordt een ramp. |
| 10                   | 110                | 28 november 2008                  | Grooming Gary (Mooie Gerrit)                                         | SpongeBob laat Gerrit meedoen in een dierenshow, maar als hij ziet dat de andere dieren goed verzorgd zijn, geeft hij Gerrit een makeover. Maar Gerrit is niet blij dat hij in een mooie slak wordt veranderd, en de andere dieren ook niet. |
| 11                   | 111                | 17 april 2009 (NL: 19 april 2009) | SpongeBob SquarePants vs. The Big One (Het geheim van Kahuna Laguna) | SpongeBob en zijn vrienden zijn weggeraakt van Bikinibroek na een grote golf. Om weer thuis te komen, moeten ze de grote golf bevaren. |
| 12                   | 112                | 28 november 2008                  | Porous Pockets (Gat in de hand)                                      | Als SpongeBob de rijkste inwoner van Bikinibroek wordt, krijgt hij er ineens een hoop "vrienden" bij die meer dan blij zijn om hem te helpen met zijn geld uit te geven. Als SpongeBob meer tijd doorbrengt met zijn nieuwe vrienden, brengt hij minder tijd door met zijn beste vriend Patrick en brengt hun vriendschap in gevaar. Patrick waarschuwt SpongeBob dat als zijn "vrienden" zijn geld uitgeven, dat hij bankroet raakt. Hij heeft zijn lesje op een harde manier geleerd en wordt weer vrienden met Patrick. |
| 12                   | 112                | 20 maart 2009                     | Chior Boys (Koorknapen)                                              | Octo probeert SpongeBob te ontwijken terwijl hij op weg is naar de auditie van het Bikinibroek Mannenkoor. |
| 13                   | 113                | 28 november 2008                  | Krusty Krushers (De Krokante Krakers)                                | Meneer Krabs broedt een nieuw plan uit in het word-snel-rijkschema: professioneel worstelen. Maar hij wil niet degene zijn die gaat worstelen; hij wordt de manager van het nieuwste worstelteam in Bikinibroek: SpongeBob en Patrick. |
| 13                   | 113                | 28 november 2008                  | The Card (De kaart)                                                  | De nieuwe Meerminman en Mosseljongen-kaarten worden verkocht, en SpongeBob wil de superspeciale pratende kaart. Hij is overweldigd als Patrick meteen de kaart vindt zonder het te proberen. En om de problemen nog erger te maken, behandelt hij de kaart niet met respect en SpongeBob gelooft dat hij het verdient. |
| 14                   | 114                | 28 november 2008                  | Dear Vikings (Vikingmaat)                                            | Er is een nieuwe promotie in Viking-thema in de Krokante Krab, dus moet SpongeBob wat meer leren over de Vikingen. Omdat er geen betere weg is om meer te weten te komen over Vikingen dan om met hen te communiceren, schrijft SpongeBob een brief naar de Vikingen, en is verrast als zij de Krokante Krab komen bezoeken om persoonlijk zijn vraag te komen beantwoorden. |
| 14                   | 114                | 28 november 2008                  | Ditchin (Spijbelen)                                                  | Meerminman en Mosseljongen signeren een boek maar SpongeBob kan niet gaan omdat hij naar vaarschool moet. Na wat overtuiging krijgt Patrick hem eindelijk zover dat hij een badkamerpauze krijgt van school - een heel grote - zodat hij naar de signering kan gaan. Maar de dag wordt verzuurd als SpongeBob gerekt wordt met schuld voor de graafklas. |
| 15                   | 115                | 18 februari 2009                  | Grandpappy the Pirate (Opa Roodbaard)                                | Meneer Krabs' opa komt naar de stad! Maar in plaats van blij te zijn, is hij nerveus omdat zijn piratenopa denkt dat meneer Krabs ook piraat is. Zal meneer Krabs zijn opa laten geloven dat hij, SpongeBob en Octo piraten zijn, en niet fastfoodwerknemers in de Krokante Krab? |
| 15                   | 115                | 17 februari 2009                  | Cephalopod Lodge (De Inktvis-club)                                   | Als SpongeBob ontdekt dat Octo lid is van een geheime club, wil SpongeBob er ook bij. Het enige probleem is dat de club alleen voor vissen met tentakels is. Maar SpongeBob beslist dat hij in die club moet, zelfs als hij erin moet sluipen. |
| 16                   | 116                | 4 juni 2009                       | Squid's Visit (Octo op bezoek)                                       | Octo weigert naar SpongeBobs huis te komen omdat zijn huis smerig is, dus beslist SpongeBob zijn huis net als die van Octo te maken zodat hij zich comfortabel voelt, maar dit mislukt als blijkt dat Octo zich hierdoor irriteert over SpongeBob die zijn stijl na-aapt en het feit dat zijn huis is afgebrand omdat hij zijn eten te lang in de oven heeft laten zitten. |
| 16                   | 116                | 17 juli 2009                      | To SquarePants or Not to SquarePants (Als je broek maar goed zit)    | SpongeBob zet Bikinibroek op zijn kop terwijl hij naar een nieuwe broek zoekt. - De titel is een parodie op To be or not to be. |
| 17                   | 117                | 16 februari 2009                  | Shuffleboarding (Sjoelbakhelden)                                     | Meerminman en Mosseljongen willen deelnemen aan een sjoeltoernooi, maar ze kunnen niet omdat ze in het ziekenhuis zijn opgenomen. Dus gaan hun nummer 1-fans, SpongeBob en Patrick, hen als Meerminman en Mosseljongen verkleden en gaan in hun plaats. Maar in plaats van enkel deel te nemen aan het toernooi, beslissen ze dat terwijl ze zijn verkleed als het duo, waarom niet de misdaad bestrijden voor een dag? |
| 17                   | 117                | 19 februari 2009                  | Professor Squidward (Professor Octo)                                 | Wanneer Octo wordt aangezien voor zijn veel beroemdere rivaal, Squilliam, wordt hij uitgenodigd om les te geven in de meest prestigieuze muziekschool van Bikinibroek. Octo is blij om les te geven - totdat SpongeBob en Patrick opduiken. |
| 18                   | 118                | 18 maart 2009                     | Pets or Pests (Hondwormen)                                           | SpongeBob ontfermt zich over een verdwaalde worm. Nadat die kleintjes heeft gekregen en door Gerrit wordt weggejaagd, is het aan SpongeBob om voor alle babywormen een onderkomen te vinden. |
| 18                   | 118                | 19 maart 2009                     | Komputer Overload (PC Scheiding)                                     | Plankton probeert Karen te vervangen met enkele nieuwe computeruitvindingen. |
| 19                   | 119                | 4 juni 2009                       | Gullible Pants (Goedgelovige Spongebob)                              | SpongeBob moet een enorme klus doen wanneer hij alleen gelaten is in de Krokante Krab voor 15 minuten, terwijl meneer Krabs een pedicure krijgt voor zijn vingernagel. Dus hij volgt Octo's advies over de Krokante Krab. |
| 19                   | 119                | 19 juli 2009                      | Overbooked (Volgeboekt)                                              | SpongeBob heeft een drukke dag, en hij moet alles doen wat hij heeft ingepland: meneer Krabs helpen zijn telescoop te maken, naar Patricks verjaardag gaan en helpen met Sandy's wetenschapspresentatie. Het ergste is dat alles op exact hetzelfde tijdstip gepland is! |
| 20                   | 120                | 19 juli 2009                      | No Hat for Pat (Geen pet voor Pat)                                   | Patrick wil de hoed van de Krokante Krab dragen. |
| 20                   | 120                | 17 maart 2009                     | Toy Store of Doom (De verduivelde speelgoedwinkel)                   | SpongeBob en Patrick zijn opgesloten in hun favoriete speelgoedwinkel. |
| 21                   | 121                | 16 maart 2009                     | Sand Castles in the Sand (Zandkastelen in het zand)                  | SpongeBob en Patrick strijden tegen elkaar wie het mooiste zandkasteel bouwt. |
| 21                   | 121                | 1 juni 2009                       | Shell Shocked (Oost west, thuis best)                                | Gerrit breekt per ongeluk zijn schelp, dus helpt SpongeBob hem een nieuwe te zoeken. |
| 22                   | 122                | 19 juli 2009                      | Chum Bucket Supreme (Aas is gaas)                                    | Geen van Planktons slogans voor de Maatemmer lijkt te werken. Hij beslist dan om iemand in te huren die de domste slogans ooit bedenkt - Patrick. Echter, werkt de slogan die Patrick dit keer bedenkt uitstekend en heeft Plankton weer succes. |
| 22                   | 122                | 3 juni 2009                       | Single Cell Anniversary (Eencellig jubileum)                         | Het is Planktons verjaardag met Karen. Karen krijgt het geheime recept van de Krabburger in handen en zegt tegen Plankton dat ze een cadeau voor hem heeft. SpongeBob helpt Plankton (niet wetende van het recept). |
| 23 + 24              | 123 + 124          | 6 november 2009                   | Truth or Square (Vast in de vriezer)                                 | De Krokante Krab bestaat 117 jaar en dat wil meneer Krabs vieren. Maar hij en SpongeBob, Patrick en Octo worden opgesloten in de vriezer. Terwijl ze zoeken naar een uitgang, vertellen ze elkaar leuke momenten uit hun leven. Ondertussen heeft Plankton het perfecte plan om het geheime recept van de Krabburger te stelen. |
| 25                   | 125                | 2 juni 2009                       | Pineapple Fever (De Storm)                                           | Octo zit gevangen in SpongeBobs huis samen met SpongeBob en Patrick tijdens een storm. |
| 25                   | 125                | 2 juli 2009                       | Chum Caverns (De Maatgrotten)                                        | Plankton opent een nieuw restaurant in ondergrondse grotten, wat veel klanten trekt. Nu zijn er geen klanten meer in de Krokante Krab en moeten meneer Krabs en SpongeBob de strijd aangaan met Plankton. |
| 26                   | 126                | 5 juli 2010                       | The Clash of Triton\Neptune's party (Het feest van Neptunus)         | Neptunus komt eten in de Krokante Krab en meneer Krabs verzamelt een publiek om hem te zien eten. |